# Словачка Социјалистичка Република
Словачка Социјалистичка Република (ССР) био је службено име Словачке од 1. јануара 1969. до почетка 1990. године. ССР је била федеративна јединица унутар Чехословачке Социјалистичке Републике.
Након гушења Прашког пролећа у августу 1968. године, укинуте су све либералне реформе из тог раздобља. Једина алтернатива била је федерализација Чехословачке. Уставним законом Федерације од 28. октобра 1968. године, уз Чешку Социјалистичку Републику, била је формирана и Словачка Социјалистичка Република. Закон је ступио на снагу 1. јануара 1969. године. Формирано је засебно Словачко национално веће, као републичко тело, а парламент Чехословачке је преименован у Народну скупштину Чехословачке.
Након укидања социјалистичке Републике, из дотад зваичног назива Словачке испуштен је суфикс социјалистичка, а ново званично име државе било је Словачка Република. По стицању независности, 1. јануара 1993, из назива је испуштен суфикс република, тако да је ново име једноставно било Словачка.